# أميديو ديلا فالي
أميديو ديلا فالي (بالإيطالية: Amedeo Della Valle)‏ مواليد 11 أبريل 1993، هو لاعب كرة سلة إيطالي يلعب مع فريق بالاكانسترو ريجيانا في ليغا باسكيت الدرجة الأولى ويحمل الرقم 8. مثّل منتخب إيطاليا لكرة السلة.

## فرق لعب لها
- بالاكانسترو ريجيانا

## روابط خارجية
- أميديو ديلا فالي على موقع الاتحاد الدولي لكرة السلة (الإنجليزية)
- أميديو ديلا فالي على موقع كرة السلة الأوروبية.كوم (الإنجليزية)
- أميديو ديلا فالي على موقع كلية كرة السلة في سبورتس رفرنس.كوم (الإنجليزية)
- أميديو ديلا فالي على موقع ريلجم (الإنجليزية)
- أميديو ديلا فالي على موقع بروبوليرز (الإنجليزية)
- أميديو ديلا فالي على موقع سبورتس رفرنس (الإنجليزية)